# 応用地質
応用地質株式会社（おうようちしつ）は、東京都千代田区神田に本社を置く最大手の地質調査会社（地質コンサルタント）。建設コンサルタントとしての売上高も業界上位に位置する。
地盤・環境・防災分野向けの計測機器の自社開発・製造・販売も行っている。

## 沿革
- 1957年5月2日 - 東京都中央区に株式会社応用地質調査事務所を設立。
- 1982年3月 - 本社を東京都千代田区九段北に移転。
- 1985年5月 - 社名を応用地質株式会社に変更。
- 1988年8月 - 株式を店頭公開。
- 1991年10月 - 東証二部上場。
- 1995年6月 - 東証一部上場。
- 2001年2月 - 本社内部署を除く全事業所でISO 9001認証取得。
- 2003年1月 - 全事業所でISO 14001認証取得。
- 2013年10月 - 本社を東京都千代田区神田に移転。
- 2014年3月 - 全事業所でISO 27001認証取得。

## 関連会社
主な連結子会社
- OYO CORPORATION U.S.A.
- GEOMETRICS,INC.
- GEOPHYSICAL SURVEY SYSTEMS,INC.
- KINEMETRICS,INC.
- ROBERTSON GEOLOGGING LTD.
- エヌエス環境株式会社
- 応用リソースマネージメント株式会社
- 東北ボーリング株式会社
- 宏栄コンサルタント株式会社
- オーシャンエンジニアリング株式会社
- 応用地震計測株式会社
- 応用計測サービス株式会社
- OYOインターナショナル株式会社
- 南九地質株式会社
- 応用ジオテクニカルサービス株式会社
- 株式会社ケー・シー・エス
- 応用アール・エム・エス株式会社

主な非連結子会社
- シグマ工業株式会社